# Батурин, Василий Семёнович
Василий Семёнович Батурин (15.03.1924 — 1970) — советский государственный деятель, председатель Тульского облисполкома (1961—1964).
Родился 15.03.1924 в с. Остро-Пластиково (сейчас — Чучковский район, Рязанская область).
С 15.08.1942 в армии, участник войны: 1-й Прибалтийский фронт, 2-й Прибалтийский фронт, Калининский фронт, радиотелеграфист. Демобилизовался в мае 1946 года. Награждён медалями «За боевые заслуги» (19.09.1944) и «За победу над Германией».
Член ВКП(б) с 1945 года.
До 1960 г. председатель Кимовского райисполкома (Тульская область). В 1960—1961 гг. зав. сельхозотделом Тульского обкома КПСС. В 1961—1962 гг. председатель Тульского облисполкома. В 1962—1964 гг. председатель Тульского сельского облисполкома.
Депутат Верховного Совета РСФСР VI созыва. Делегат XXII съезда КПСС.